# National Harbor

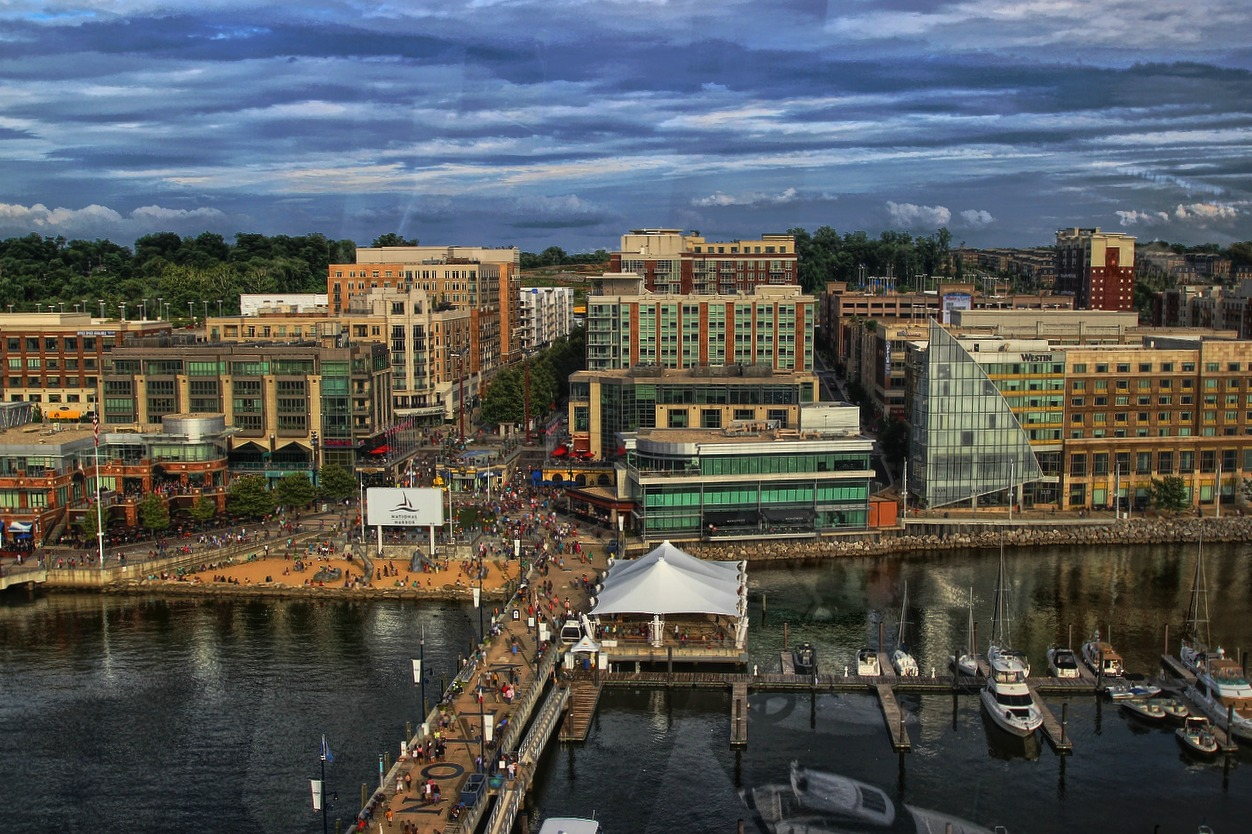
Blick vom Riesenrad auf die Riverfront der Anlage

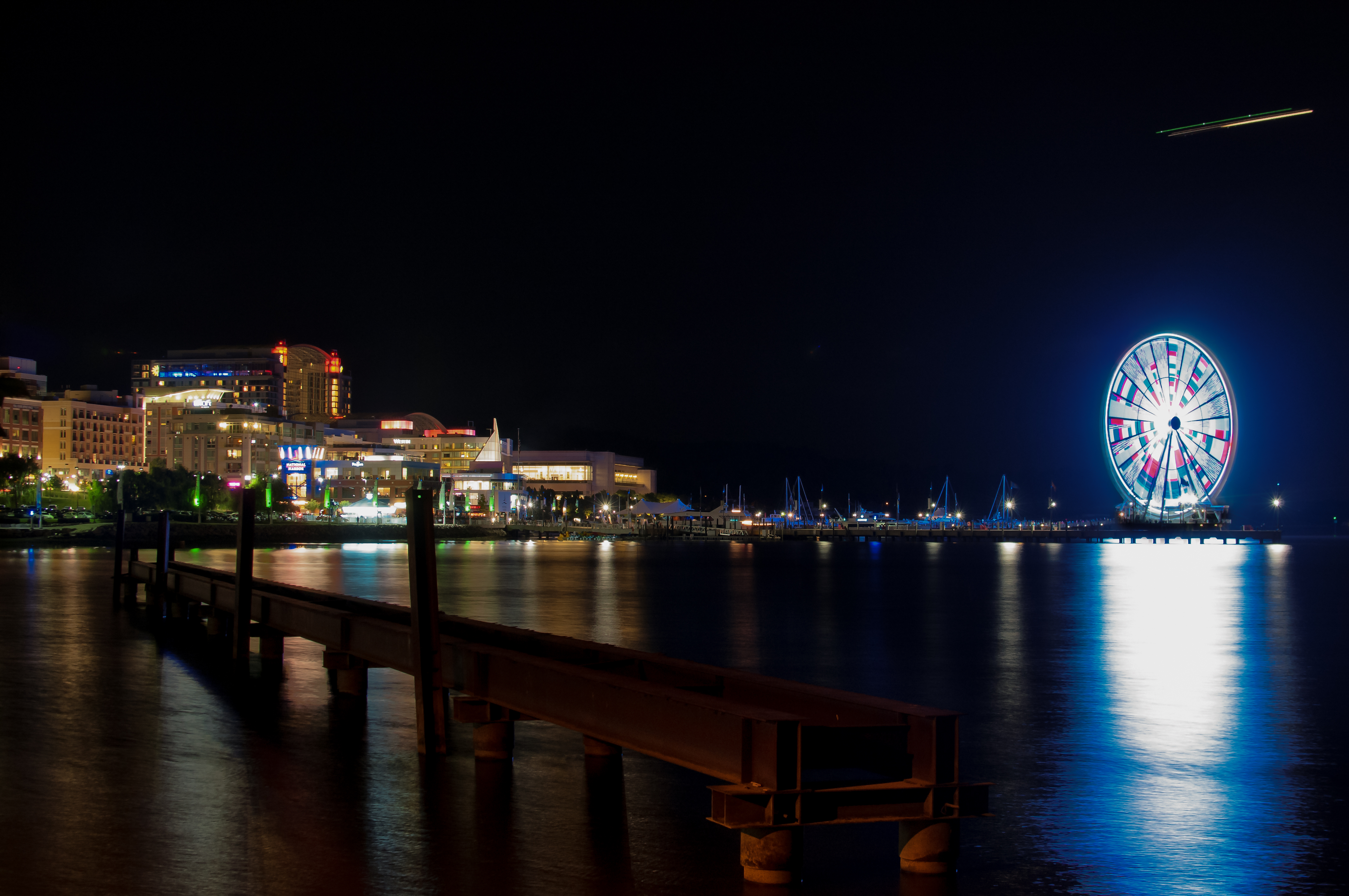
Das Capital Wheel am Ende des Piers

National Harbor ist ein Immobilienprojekt im Status eines statistisch erfassten Siedlungsgebietes (amerik.: Census-designated place) im Prince George’s County des US-Bundesstaats Maryland. Die Anlage liegt am Potomac River sowie der Woodrow Wilson Bridge der Interstate 495 (hier als Capital Beltway bezeichnet). Die Städte Alexandria und Washington, D.C. liegen je etwa 4 Kilometer entfernt. Die Gesamtanlage erstreckt sich über eine Fläche von knapp fünf Quadratkilometern (inklusive Wasserflächen) und hat etwa 4000 Einwohner.
Das Gebiet war vormals eine Plantage aus der ersten Hälfte des 19. Jahrhunderts. Nachdem das Plantagenhaus 1981 abgebrannt war, kam es zu mehreren Besitzerwechseln. Im Jahr 2008 wurde die erste Bauphase des Immobilienprojektes von Developer Milton V. Peterson abgeschlossen. Seitdem wird National Harbor Maryland weiterentwickelt. Es umfasst bereits ein Konferenzzentrum, mehrere Hotels und Apartmentblocks, 30 Restaurants und 150 Einzelhändler (teilweise in einem Factory-Outlet-Center zusammengefasst). 2014 wurde das 55 Meter hohe Capital Wheel eröffnet, ein Riesenrad, das über 42 achtsitzige, klimatisierte Gondeln verfügt und am Ende eines 230 Meter langen Piers errichtet wurde. Ein Spielcasino von MGM Resorts International wurde im Dezember 2016 eröffnet.